# Henryk Ittar
Henryk Ittar wł. Enrico Giacinto Salvatore Ittar (ur. 1773 w Catanii, Włochy, zm. 1850 w Trościańcu na Wołyniu) – włoski architekt. 

## Życiorys
Urodził się w rodzinie pochodzącej z Malty, praktykę architektoniczną zdobył przebywając w Rzymie. Pod koniec XVIII wieku przybył na zaproszenie rodziny Radziwiłłów do Polski, prowadził prace projektowe i budowlane na zlecenie rodów magnackich. Na początku XIX wieku zaprojektował wzorowane na starożytnych budowlach hipodrom (cyrk) i amfiteatr w parku w Arkadii (1801-1805). Za podstawę służyły mu ryciny Giovanni Battista Piranesiego przedstawiające ruiny budowli w Rzymie, hipodrom prawdopodobnie był wzorowany na pałacu cesarskim na Palatynie. Był autorem ruin na Wyspie Topoli i rustykalnego grobowca (tombeau), wiele zastosowanych rozwiązań konstrukcyjnych było uznawane za rewolucyjne w polskiej architekturze klasycystycznej. Od 1808 przebywał w Zamościu, gdzie na zlecenie kuratora Stanisława Kostkę Zamoyskiego był nauczycielem rysunku i architektury w tamtejszym liceum. Jego syn Aleksander był malarzem. 

## Dorobek architektoniczny
- Park w Arkadii (Świątynia Minerwy, hipodrom, ruiny na Wyspie Topoli, amfiteatr);
- Park w stylu angielskim w Nieborowie;
- Park w Łowiczu;
- Pałac w Szpanowie;
- Pałac Witosławskich w Czerniatyniu;
- Pałac w Zaborolu;
- Świątynia Sybilli w Puławach;
- Projekt teatru w Poznaniu (niezrealizowane);
- Przebudowa pałacu Mielżyńskich w Poznaniu;
- Rozbudowa pałacu Klemensów na zlecenie Zamoyskich;

oraz inne prace w Warszawie, na Wołyniu i Polesiu.